# Do Gyeong-dong
Do Gyeong-dong (n. 19 august 1999, Daegu, Coreea de Sud) este un scrimer sud-coreean, medaliat olimpic. A participat la o ediție a Jocurilor Olimpice (2024) în care a câștigat o medalie de aur.

## Participări
Lista de mai jos prezintă principalele competiții la care a participat Do Gyeong-dong de-a lungul carierei.
- Sabie masculin pe echipe la Jocurile Olimpice de vară din 2024